# Ostaszewo (Pommeren)

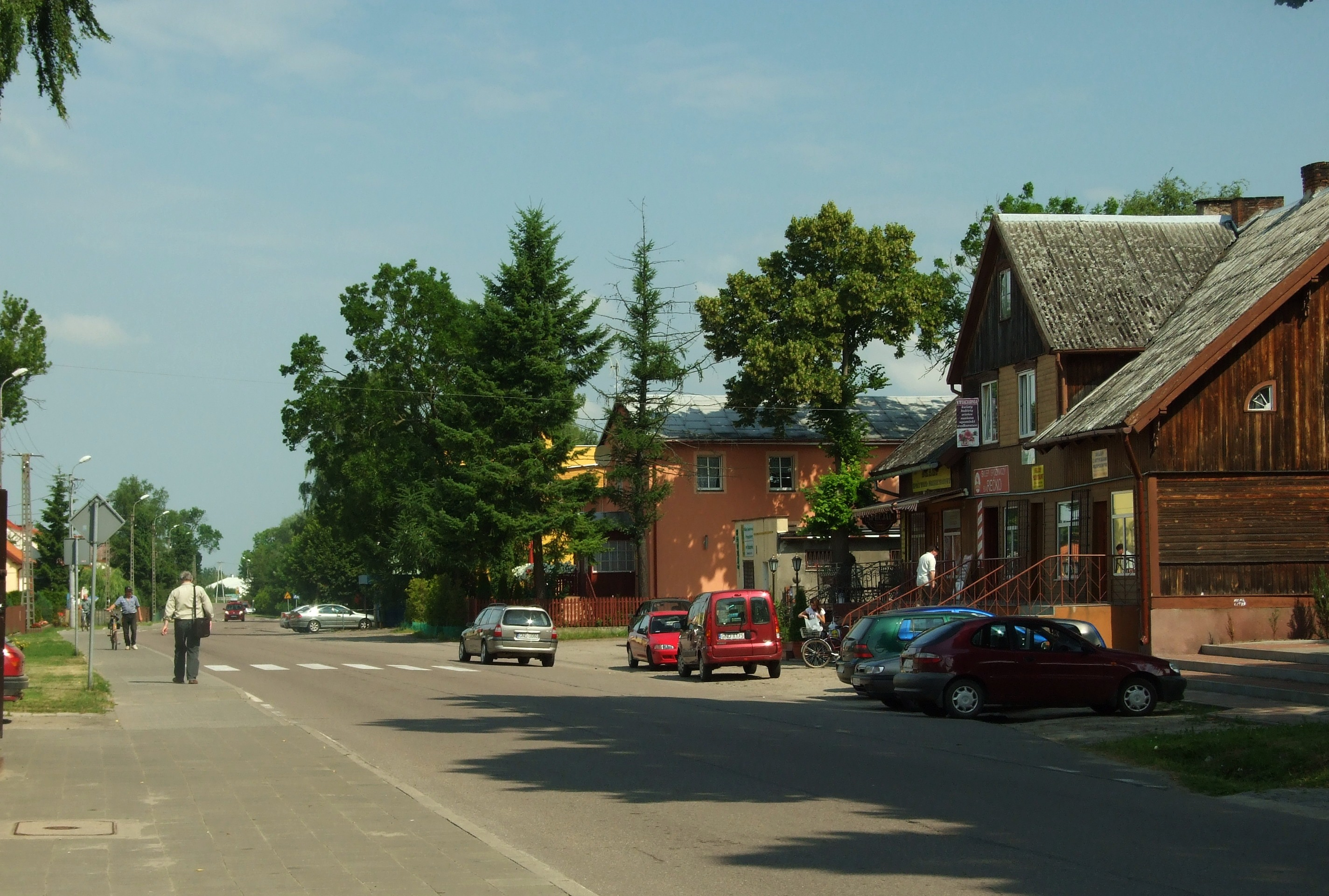

Ostaszewo (Duits: Schöneberg) is een dorp in het Poolse woiwodschap Pommeren, in het district Nowodworski (Pommeren). De plaats maakt deel uit van de gemeente Ostaszewo en telt 1017 inwoners.